# 德拉克魯瓦 (路易斯安那州)
德拉克魯瓦（英語：Delacroix）是位於美國路易斯安那州聖貝爾納堂區的一個普查規定居民點。

## 人口
根據2020年美國人口普查的數據，德拉克魯瓦的面積為0.67平方千米，當中陸地面積為0.58平方千米，而水域面積為0.09平方千米。當地共有人口48人，而人口密度為每平方千米71.64人。